# Callosamia
Callosamia este un gen de molii din familia Saturniidae. 

## Specii
- Callosamia angulifera (Walker, 1855)
- Callosamia promethea (Drury, 1773)
- Callosamia securifera (Maassen, 1873)